# Chief Keef
Keith Farrelle Cozart (n. 15 august 1995, Chicago, Illinois, SUA), mai bine știut sub numele de Chief Keef, este un rapper american și un producător din Chicago, Illinois. Muzica lui Keef a luat prima dată amploare printre studenții de liceu din Chicago de Sud în tinerețea lui prin jurul lui 2010. În timp ce ispășea un arest la domiciliu pentru posesie de armă în 2012, Single-ul popular al lui Keef "I Don't Like" a fost remixat de un rapper numit Kanye West, ajungând pe Billboard Top 10 și mai târziu ridicându-i cariera lui Keef. Un război al licitațiilor între case de discuri a făcut ca Keef să semneze cu Interscope. Albumul lui de debut Finally Rich a fost lansat în decembrie 2012, având ca single-uri "I Don't Like" și "Love Sosa", care aveau să popularizeze stilul drill în Chicago.
După primele reușite comerciale, Keef se confruntă cu probleme juridice în curs, incluzând acuzații de deținere de armă, sentințe de arest la domiciliu și o interdicție asupra concertelor impusă de către autoritățile din Chicago. În ciuda faptului că a fost dat afară de la Interscope în 2014 spre sfârșit și mai încolo semnat la 1017 Records, Keef a continuat să-și lanseze singur piesele prin casa lui de discuri proprie, Glo Gang, incluzând Nobody (2014), Back from the Dead 2 (2014), Bang 3 (2015), și Thot Breaker (2017). În ultimii ani, critici îl văd pe Keef ca o influență mare spre hip-hop-ul contemporan din cauza impactului său către artiștii Lil Uzi Vert și 21 Savage.

## Viața și cariera

### Începuturi (1995–2010)
Chief Keef născut Keith Cozart în Chicago, Illinois când mama lui avea 16 ani, și numit după unchiul său decedat. A trăit în Parkway Garden Homes, localizată în Washington Park cartier al orașului în partea sudică. Keef este înstrăinat de la tatăl său biologic; când el era un minor, gardianul lui legal era bunica lui, cu care a trăit timpul reședinței sale în Chicago. A început să cânte rap la o vârstă foarte fragedă, deja asculta la doar 5 ani, folosind aparatul karaoke al mamei lui și casete goale ca să-și înregistreze muzica. În timpul copilăriei, Keef a fost școlit în Dulles Elementary School și the Banner School, o școală terapeutică de zi. Keef s-a lăsat de liceul Dyett High School la 15 ani.

### Primii ani de faimă (2011–13)
Pe 26 martie 2013, a fost anunțat că Keef va face parte din XXL Magazine's 2013 Freshman Class. Pe 8 mai 2013, Gucci Mane a anunțat pe Twitter că Chief Keef este cel mai nou membru al 1017 Brick Squad Records.
În a 18-a zi de naștere, 15 august 2013, Chief Keef a celebrat momentul lansând mixtape-ul Bang, Pt. 2.  Pe 12 octombrie 2013 un alt mixtape a fost lansat, Almighty Sosa.
Pe 18 februarie 2015, Keef a lansat Sorry 4 the Weight, un mixtape de 20 de piese. "

## Discografie
- Finally Rich (2012)
- Bang 3, Part 1 (2015)
- Bang 3, Part 2 (2015)